# 레이젤 요크
레이젤 요크(Rachel York, 1971년 8월 7일 ~ )는 미국의 텔레비전 배우, 연극 배우, 영화배우, 성우이다.
올랜도에서 태어났다.

## 영화
- 그건 너, 바로 너 (2015년)
- 세컨드 허니문 (2000년)
- 공포의 집 (2000년)
- 어느 멋진 날 (1996년)
- 불사조 (1994년)
- 갱스터즈 (1993년)
- 여형사 보디가드 (1993년)
- 원 라이프 투 리브 (1968년)